# Volcontinu
Volcontinu is in het bedrijfsleven een term voor productieprocessen die ononderbroken blijven doorlopen. 

## Voorbeelden
- Bij de staalproductie is het niet mogelijk de hoogovens 's nacht of tijdens het weekend stil te leggen. Het duurt namelijk te lang om zo'n oven terug op temperatuur te krijgen.
- In de chemische nijverheid en de energie- en drinkwatervoorziening is een volcontinu productieproces de regel.
- In andere bedrijfstakken is het niet altijd productie-technisch noodzakelijk, maar kan het om economische redenen worden ingevoerd, zoals in assemblage-industrie.
- Wegenwerken die veel hinder veroorzaken worden soms in een volcontinu-systeem afgewerkt om de hinder zo kort mogelijk te laten duren.
- Ziekenhuizen, scheepvaart, callcenters.

Soms wordt een volcontinu systeem tijdelijk ingevoerd om pieken in de bestellingen te kunnen afwerken.

## Werkregeling
Bij volcontinu productie werkt het personeel in ploegendienst. Het werken in een ploegenstelsel brengt wel verhoogde risico's mee voor het sociaal en psychisch functioneren van de werknemer, en schept soms een ergonomisch probleem. 
Sommige werknemers kiezen ervoor om te roteren, anderen houden bijvoorbeeld vast aan de nachtploeg, omdat die beter beloond wordt, hetzij in extra loontoeslag, hetzij in extra vrij te nemen compensatiedagen.